# Kurt Chelmowski
Kurt Chelmowski (* 11. Mai 1924) ist ein ehemaliger deutscher Fußballtorwart, der für den VfB Pankow 1950/51 in der Oberliga des DDR-Sportausschusses (DS) aktiv war.

## Sportliche Laufbahn
Chelmowski war in Berlin an den Anfängen des Fußballsports nach dem Ende des Zweiten Weltkriegs beteiligt. Bei der zweiten Berliner Fußballmeisterschaft 1946/47 belegte er mit der SG Reinickendorf-West den dritten Platz. 1947/48 stieg er mit der SG Nordstern  aus der Berliner Stadtliga ab. In der Saison 1949/50 hütete Chelmowski in der Berliner Stadtliga 16-mal das Tor von Hertha BSC. Für kurze Zeit war er 1950 Torwart bei der SG Hakoah, die der zweitklassigen Berliner Amateurliga angehörte. Zu einem Punktspieleinsatz kam es dort aber nicht.
Mitte September 1950 wechselte Chelmowski zum Ost-Berliner VfB Pankow. Dieser hatte in der Spielzeit 1949/50 noch in der Gesamtberliner Stadtliga gespielt, wurde danach aber aus politischen Gründen in die DS-Oberliga der DDR eingegliedert. Geschwächt durch den Weggang mehrere Stammspieler, die den Wechsel in die DS-Oberliga nicht mitmachen wollten, hatte es der VfB in der Saison 1950/51 von Anfang schwer, sich in der Oberliga zu etablieren. Nachdem er in den ersten drei Punktspielen schon ein Torverhältnis von 4:13 erzielt hatte, wurde der Torwart Dietrich Schuster durch Kurt Chelmowski abgelöst, der anschließend das Tor des VfB 21 Punktspiele lang hütete. Er musste dabei 76 Tore hinnehmen (im Schnitt 3,6 pro Spiel), erlitt am 26. Spieltag eine Verletzung, und danach war auch für ihn Schluss beim VfB. Der VfB stieg aus der Oberliga ab, und Chelmowski kehrte nicht wieder in den höherklassigen Fußball zurück. Im Amateurbereich spielte er noch beim SSC Südwest.